# 勒羅伊鎮區 (愛荷華州本頓縣)
勒羅伊鎮區（英語：Leroy Township）是位於美國愛荷華州本頓縣的一個行政鎮區。

## 地方資料
根據2010年美國人口普查的數據，勒羅伊鎮區的面積為92.67平方千米，當中陸地面積為92.47平方千米，而水域面積為0.20平方千米。當地共有人口1099人，而人口密度為每平方千米11.86人。